# ベリスク・アナリティックス
ベリスク・アナリティックス（Verisk Analytics, Inc.）は、ニュージャージー州ジャージーシティに本社を置き、保険、天然資源、金融サービス、政府、リスク管理などの分野に顧客を持つ、データ分析およびリスク評価を行うアメリカ合衆国の多国籍企業である。

## 解説
同社は、独自のデータセットと業界の専門知識を駆使して、不正防止、保険数理、保険カバー、防火、災害・気象リスク、データ管理などの分野で予測分析と意思決定支援コンサルティングを提供している。
同社は2009年10月6日に新規株式公開を果たすまで非上場企業であったが、この株式公開により主要株主である大手保険会社数社から19億ドルの資金が調達され、2009年の米国最大の株式公開となった。このIPOは、同社の損害保険会社や損害保険会社のオーナーに保有株式の一部または全部を売却する機会を提供し、株式を保有する人々に市場価格を提供することを目的としたものであった。2009年のIPOは、アメリカン・インターナショナル・グループ、ハートフォード、トラベラーズなどの株主が所有する8,525万株に対し、1株あたり22ドルで価格が決定され、2008年のビザ社のIPO以来の規模となった。投資調査会社モーニングスターがベリスクへの「信任投票」と表現したように、バークシャー・ハサウェイは2009年10月のIPOで株式を売却しなかった唯一の大株主企業である。

## 歴史と買収
ベリスク・アナリティックスの子会社である保険サービス・オフィス（ISO）は、1971年に様々な損害保険種目の州、地域、国の格付け局を統合して設立された。 ISOは商品開発、引受、格付けで保険会社を支援している。2008年、ISOの親会社としてベリスク・アナリティックスが設立された。2009年、ベリスクはIPOを完了し、株式公開企業となった。
2000年以降、同社は約40の新事業を買収し、商品ラインナップの拡大に貢献してきた。2002年にはキャタストロフ・モデル会社のAIRワールドワイドを買収し、意思決定分析事業を拡大した。2004年には複数の事業を買収してヘルスケア市場に参入し、医療保険会社、プロバイダー組織、自営事業主向けに分析・報告システムを提供している。2006年には、建物の修理や建設用の見積もりソフトウェアを提供するザクトウェア社を買収し、保険金請求分野で事業を拡大した。2010年、ベリスクは、顧客が政府から義務付けられている環境安全衛生要件に準拠するのを支援するサービスを提供する3Eカンパニーを買収した。
2012年、ベリスクは北米、中南米、欧州の金融機関や規制当局に競争力のベンチマーク、分析、カスタマイズサービスを提供するアーガス・アンド・アドバイザリー・サービスを買収した。また2012年、ベリスクは小売、娯楽、食品業界向けの損失防止ソフトウェア開発会社であるアスペクト・ロス・プリベンションと、医療記録の集計・分析用ソフトウェアを開発するメディコネクト・グローバルを買収した。
2014年、ベリスクはグローバルなリスク分析とアドバイザリーサービスを提供するメープルクロフトと、オーストラリア、ニュージーランド、その他のアジア太平洋市場で事業展開する企業向けのベンチマーク金融サービスを提供するダートを買収した。そして2015年、ベリスクはエネルギー、化学、金属、鉱業向けのデータ分析と商業インテリジェンスを提供するウッド・マッケンジーを28億ドルで買収した。ベリスクはその後、公益事業や石油・ガス業界向けにデータ分析とコンサルティング・サービスを提供するパワーアドボケイト社を2017年に約2億8,000万ドルで買収した。
ベリスクは現在、マサチューセッツ州レキシントンに本社を置く調査機関、大気・環境リサーチ（AER）も所有・運営している。AERはNOAA、NASA、米軍など様々なクライアントにリスク評価・分析を提供するため、気象・気候調査を中心とした環境調査を行っている。
ウッド・マッケナイズは2022年10月にベリタス・キャピタルに31億ドルで売却された。
2022年12月、ベリスクはスウェーデンを拠点とし、人身傷害保険金請求管理プラットフォームを運営するインシュアテック企業、マヴェラを買収する契約を締結したと発表した。